# Bunodosoma granuliferum
Bunodosoma granuliferum is een zeeanemonensoort uit de familie van de Actiniidae. De wetenschappelijke naam van de soort werd in 1817 voor het eerst geldig gepubliceerd door Charles Alexandre Lesueur.